# Crissé
Crissé település Franciaországban, Sarthe megyében. Lakosainak száma 544 fő (2022. január 1.). Crissé Pezé-le-Robert, Saint-Rémy-de-Sillé, Vernie, Mont-Saint-Jean, Neuvillalais és Rouez községekkel határos.

## Népesség
A település népességének változása:
| Lakosok száma | 584  | 601  | 612  | 587  | 569  | 552  | 550  | 548  | 544  |
|               | 2013 | 2015 | 2016 | 2017 | 2018 | 2019 | 2020 | 2021 | 2022 |